# Janet Mikhail
Janet Mikhail, talvolta nota come Janet Khoury (in arabo جانيت مخائيل‎?; Ramallah, 1º gennaio 1945), è una politica palestinese, ex sindaco di Ramallah.

## Biografia
Di fede cattolica, è la prima donna a governare una città della Cisgiordania.
Membro della lista civica indipendente Ramallah per tutti, ha iniziato il proprio mandato il 29 dicembre 2005 per poi terminarlo nel dicembre 2012.